# 羅永年
羅永年（1899年—1948年2月12日），廣東省南海縣人，中華民國國民革命軍軍官，畢業自中央陸軍軍官學校第6期砲科。1946年，歷經剿共、抗日戰爭，累功至陸軍52軍第2師少將副師長並於二戰結束後轉任黨政行政職，前往中國东北擔任遼寧省撫順市市長，兼防地方團隊軍務。
1947年3月7日，羅永年奉派至遼寧省鞍山市，仍擔任軍事協防。同年年中，中國國民黨所屬中華民國政府依照協議自行裁減國軍，東北國軍軍力從百餘萬減至48萬，惟國共內戰另一方中共仍不服協定增兵至百萬，並攻擊以都市為主的國軍陣地，中國國共內戰之東北攻防戰再度啟動。因兵力態勢陡變，羅永年所屬52軍25師之鞍山國軍與其他東北國軍同時成為戰術守勢。1948年2月12日，已攻下多處城市的東北人民解放軍攻下鞍山市，中華民國所屬國軍52軍25師12900餘人全部陣亡，羅永年亦於最後巷戰中自殺。鞍山失陷，亦造成隨後長春圍困戰數十萬平民餓死的慘劇。
1948年5月28日，中華民國總統蔣中正以2314號中華民國褒揚令褒揚羅永年，令中寫羅永年：「匪（中共）攻鞍山，督率地方團隊，協防國軍，固守市區，激戰八晝夜，身負重傷，自戕殉職。殊堪矜式，應予明令褒揚，以慰忠魂」。今台灣忠烈祠仍有奉祀牌位。